# 四氧化铱
四氧化铱是由氧和銥組成的無機化合物，化學式是IrO4，銥的氧化態是+8 。四氧化铱可以由在絕對溫度6K（−267 °C, −449 °F）下的固態氬中[(η1O2)IrO2]的光化學重排來製備。此氧化物在較高溫度時會不穩定。已有報告提出用紅外線多光子解離偵測到四氧化铱陽離子，氧化態為+9的紀錄，是目前已知最高的氧化態。不過還沒發現含此離子的盐類，試圖製備類似Ir(IX)的鹽類，例如IrO4SbF6，結果沒有成功。

## 外部連結
- 维基共享资源上的相關多媒體資源：四氧化铱